# Dicranomyia (Melanolimonia) kongosana
Dicranomyia (Melanolimonia) kongosana is een tweevleugelige uit de familie steltmuggen (Limoniidae). De soort komt voor in het Palearctisch gebied.